# 33è Festival Internacional de Cinema de Moscou
El 33è Festival Internacional de Cinema de Moscou es va celebrar entre el 23 de juny i el 2 de juliol de 2011. El Jordi d'Or fou atorgat a la pel·lícula espanyola Las olas dirigida per Alberto Morais.

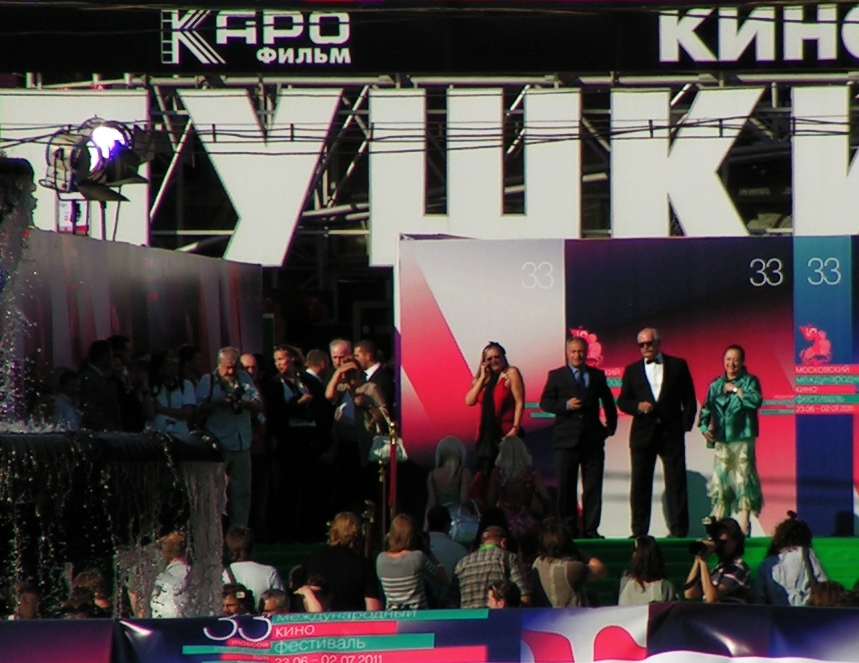
Nikita Mikhalkov al festival

El festival va obrir amb Transformers: Dark of the Moon dirigit per Michael Bay. El festival va premiar Helen Mirren amb el Premi Stanislavsky i va tancar amb la pel·lícula The Debt dirigida per John Madden.

## Jurat

### Jurat de la competició principal
Els members del jurat de la competició principal sçon:
- Geraldine Chaplin (EUA) - Presidenta
- Amos Gitai (Israel)
- Nikolai Dostal (Rússia)
- Károly Makk (Hongria)
- Javier Martin Dominguez (Espanya)

### Jurat de la Competició "Perspectives"
Els membres del jurat de la Competició "Perspectives":
- Miroljub Vuckovic (Sèrbia) - President
- Alexander Kott (Rússia)
- Ermek Shinarbayev (Kazakhstan)

### Jurat de la Competició documental
Els membres del jurat de la Competició Documentals:
- Michael Apted (Regne Unit)
- Tue Steen Müller (Dinamarca)
- Alexander Gutman (Rússia)

## Pel·lícules en competició
Les següents pel·lícules foren seleccionades per la competició:
| Títol original                                | Director(s)                       | País de producció            |
| --------------------------------------------- | --------------------------------- | ---------------------------- |
| Visszatérés                                   | Judit Elek                        | Hongria, Romania, Suècia     |
| Las olas                                      | Alberto Morais                    | Espanya                      |
| La otra família                               | Gustavo Loza                      | Mèxic                        |
| W imieniu diabła                              | Barbara Sass                      | Polònia                      |
| Joanna                                        | Feliks Falk                       | Polònia                      |
| Ketsove                                       | Ivan Vladimirov i Valeri Yordanov | Bulgària                     |
| La Vita Facile                                | Lucio Pellegrini                  | Itàlia                       |
| Fùchóu zhě zhī sǐ                             | Wong Ching-po                     | Hong Kong                    |
| Ushenod mgoni movkvdebi                       | Levan Tutberidze                  | Geòrgia                      |
| Montevideo, Bog te video                      | Dragan Bjelogrlić                 | Sèrbia                       |
| Ichimai no hagaki                             | Kaneto Shindo                     | Japó                         |
| American Translation                          | Pascal Arnold i Jean-Marc Barr    | França                       |
| Serdtsa bumerang                              | Nicholas Khomeriki                | Rússia                       |
| Tabu - Es ist die Seele ein Fremdes auf Erden | Christoph Stark                   | Àustria, Alemanya, Luxemburg |
| Odcházení                                     | Václav Havel                      | Txèquia                      |
| Chapiteau-show                                | Sergei Loban                      | Rússia                       |
| The Escalade                                  | Charlotte Silvera                 | França, Espanya              |

Les següents pel·lícules foren seleccionades per la competició Perspectives:
| Títol original       | Director(s)            | País de producció                             |
| -------------------- | ---------------------- | --------------------------------------------- |
| Tape End             | Ludwig Wüst            | Àustria                                       |
| Anarchija Žirmūnuose | Saulius Drunga         | Lituània, Hongria                             |
| BUGgY                | Andrew Bogatirev       | Rússia                                        |
| Gakku                | Gaziz Nasyrov          | Kazakhstan                                    |
| Khaneye zire âb      | Sepideh Farsi          | Marroc, Alemanya, Països Baixos, Iran, França |
| Liao Wai             | Fabienne Gaillard      | R.P. de la Xina                               |
| Viaţa mea sexuală    | Cornel Popa Jorge      | Romania                                       |
| Brim                 | Árni Ólafur Ásgeirsson | Islàndia                                      |
| Samoolui bimil       | Lee Young Mi           | Corea del Sud                                 |
| Snowchild            | Uta Arning             | Alemanya, Japó, Singapur                      |
| The Steppes          | Rob Nilsson            | Estats Units                                  |
| Rue Huvelin          | Munir Maasri           | Líban                                         |
| Hora menos           | Frank Spano            | Veneçuela, Espanya, Brasil                    |

Les següents pel·lícules foren seleccionades per la competició Documental:
| Títol original                    | Director(s)                     | País de producció               |
| --------------------------------- | ------------------------------- | ------------------------------- |
| Hell and Back Again               | Danfung Dennis                  | Estats Units                    |
| Evening country                   | Nikolaus Geyrhalter             | Àustria                         |
| Marathon Boy                      | Gemma Atwal                     | Regne Unit, Índia, Estats Units |
| Ramin                             | Audrius Stonys                  | Letònia, Geòrgia, Lituània      |
| Senna                             | Asif Kapadia                    | Regne Unit, França              |
| Happy People: A Year in the Taiga | Werner Herzog i Dmitry Vasiukov | Alemanya                        |
| Český sen                         | Vít Klusák i Filip Remunda      | Txèquia, Regne Unit             |

## Programes fora de Competició

### Pel·lícules 8 ½
- Carlos dirigida per Olivier Assayas
- Lozhkovilka dirigida per Yasbir Singh Ghuman Jr.
- Melancholia dirigida per Lars von Trier
- Młyn i krzyż dirigida per Lech Majewski
- Bir Zamanlar Anadolu’da dirigida per Nuri Bilge Ceylan
- Neds dirigida per Peter Mullan
- Pina dirigida per Wim Wenders
- Vénus noire dirigida per Abdellatif Kechiche
- Walk away Renée dirigida per Jonathan Caouette

### Werner Herzog, l'aventurer
- Aguirre, la còlera de Déu
- The White Diamond
- Woyzeck
- Cobra Verde
- L'enigma de Gaspar Hauser
- My Son, My Son, What Have Ye Done?
- Cave of Forgotten Dreams
- Bad Lieutenant: Port of Call New Orleans
- Herz aus Glas
- Stroszek
- Wo die grünen Ameisen träumen
- Fitzcarraldo

### Sam Peckinpah
- La balada de Cable Hogue
- Grup salvatge
- Comboi
- Major Dundee
- Junior Bonner
- La fugida
- Vull el cap d'Alfredo García
- Pat Garret i Billy el Nen
- Duel a les terres altes
- Els gossos de palla
- Els aristòcrates del crim

### Nits salvatges
- Love.net dirigida per	Ilian Djevelekov
- Michael dirigida per Markus Schleinzer
- Bedevilled dirigida per Jang Cheol-soo
- 6 Giorni sulla Terra dirigida per Varo Venturi
- Akmareul boatda dirigida per Kim Jee-woon

### Gala
- Arrietty i el món dels remenuts dirigida per Hiromasa Yonebayashi
- The Artist dirigida per Michel Hazanavicius
- The Beaver dirigida per Jodie Foster
- Vallanzasca – Gli angeli del male dirigida per Michele Placido
- Mishen dirigida per Alexander Zeldovich
- Five brides dirigida per Karen Hovhannisyan

El festival també va incloure Cinema italià d'avui, Media Forum, New wave, Programa de cinema rus, Pel·lícules del cinema mundial (exhibint pel·lícules que contenen elements de la cultura russa), Pensament lliure, Made in Spain i Cantonada de curtmetratges.

## Tributs i Honors

### Helen Mirren
Helen Mirren fou homenatjada al festival i foren exhibides al festival quatre de les seves pel·lícules, inclosa la de la nit de clausura del festival, The Debt.
- The Tempest dirigida per Julie Taymor
- La reina dirigida per Stephen Frears
- L'última estació dirigida per Michael Hoffman

### Rob Nilsson
El festival va retre tribut al director estatunidenc Rob Nilsson i va projectar quatre de les seves pel·lícules al festival.
- Heat and Sunlight
- La llum del nord
- Need
- Imbued

### Béla Tarr
El festival va retre tribut al director de cinema hongarès Béla Tarr.
- Szabadgyalog
- Werckmeister harmóniák
- Panelkapcsolat
- Macbeth
- Őszi almanach
- Kárhozat
- Sátántangó
- Családi tűzfészek
- A torinói ló
- A londoni férfi

## Premis
Al festival es van atorgar els següents premis:
- Jordi d'Or: Las olas d'Alberto Morais
- Premi especial del jurat: Jordi de Plata: Chapiteau-show de Sergei Loban
- Jordi de Plata:
  - Millor Director: Wong Ching-po per Fùchóu zhě zhī sǐ
  - Millor Actor: Carlos Álvarez-Nóvoa per Las olas
  - Millor Actriu: Urszula Grabowska per Joanna
  - Jury Special Mention: Ivan Vladimirov i Valeri Yordanov per Ketsove
  - Millor pel·lícula de la competició Perspective: Anarchija Žirmūnuose de Saulius Drunga
  - Menció especial del Jurat: BUGgY d'Andrew Bogatirev
  - Millor pel·lícula de la competició Documental: Hell and Back Again de Danfung Dennis
- Premi a la carrera: John Malkovich
- Premi Stanislavsky: Helen Mirren
- Premi Elecció Popular: Montevideo, Bog te video de Dragan Bjelogrlić